# Placówka Straży Celnej „Nądnia”

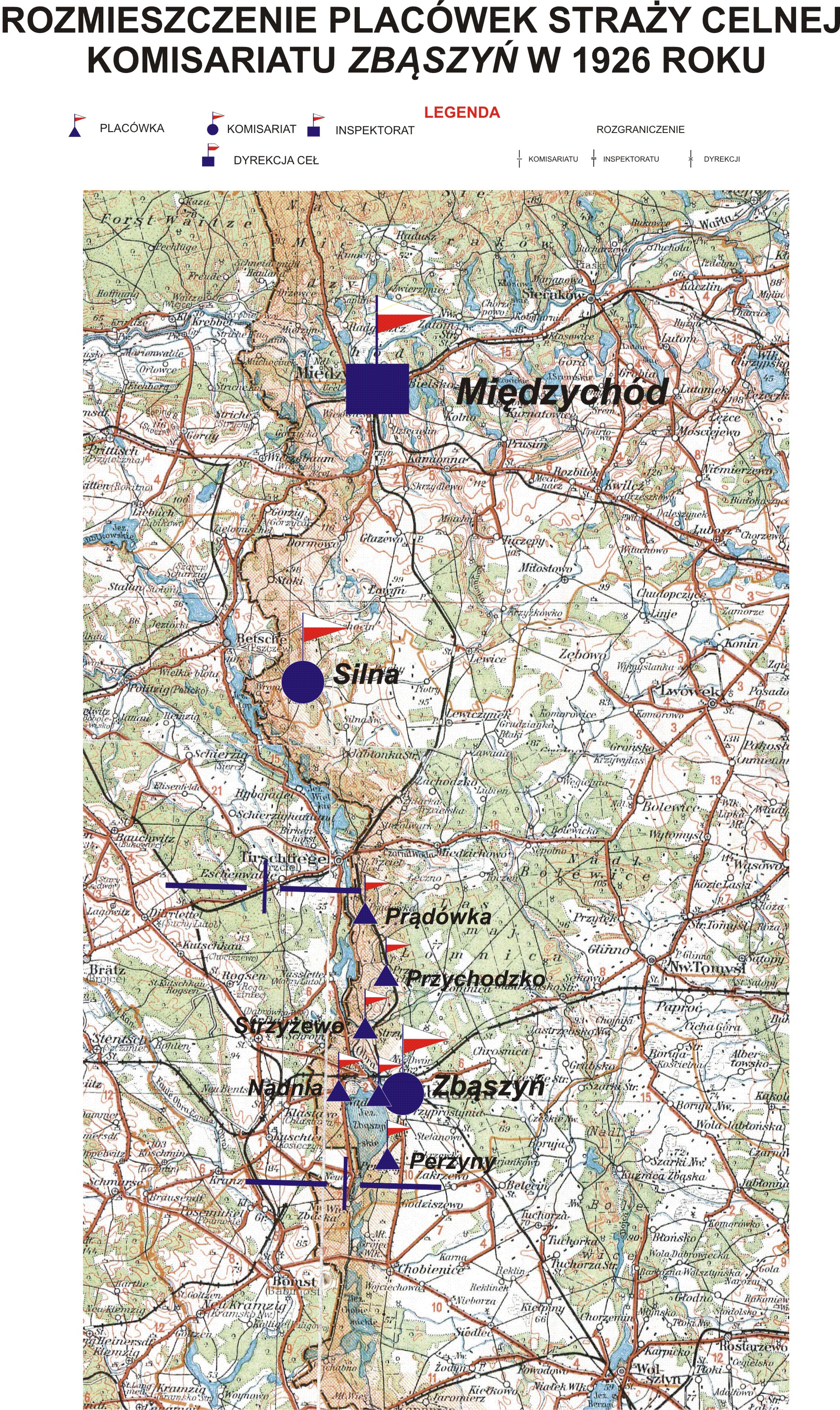
Rozmieszczenie placówek Straży Celnej Komisariatu Zbąszyń

Placówka Straży Celnej „Nądnia” – jednostka organizacyjna Straży Celnej pełniąca w okresie międzywojennym służbę ochronną na granicy polsko-niemieckiej.

## Formowanie i zmiany organizacyjne
Na wniosek Ministerstwa Skarbu, uchwałą z 10 marca 1920 roku, powołano do życia Straż Celną. Od połowy 1921 roku jednostki Straży Celnej rozpoczęły przejmowanie odcinków granicy od pododdziałów Batalionów Celnych. W 1921 roku w Zbąszyniu stacjonował sztab 1 kompanii 17 batalionu celnego. Kompania wystawiała między innymi placówkę w Nądnej. Proces tworzenia Straży Celnej trwał do końca 1922 roku. Placówka Straży Celnej „Nądnia” weszła w podporządkowanie komisariatu Straży Celnej „Zbąszyń” z Inspektoratu SC „Międzychód”.
W drugiej połowie 1927 roku przystąpiono do gruntownej reorganizacji Straży Celnej. W praktyce skutkowało to rozwiązaniem tej formacji granicznej. Ochronę północnej, zachodniej i południowej granicy państwa przejęła powołana z dniem 2 kwietnia 1928 roku Straż Graniczna.
Rozkazem nr 3 z 25 kwietnia 1928 roku w sprawie organizacji Wielkopolskiego Inspektoratu Okręgowego dowódca Straży Granicznej gen. bryg. Stefan Pasławski powołał komisariat SG „Zbąszyń”, a 15 września 1928 dowódca Straży Granicznej rozkazem nr 7  w sprawie zmian dyslokacji Wielkopolskiego Inspektoratu Okręgowego podpisanym w zastępstwie przez mjr. Wacława Szpilczyńskiego ustanowił placówkę Straży Granicznej I linii „Nądnia”.

## Funkcjonariusze placówki
Kierownicy placówki
| stopień    | imię i nazwisko, numer | okres pełnienia służby | kolejne stanowisko |
| ---------- | ---------------------- | ---------------------- | ------------------ |
| przodownik | Józef Cywiński (1193)  | był w 1926             |                    |

Obsada personalna placówki w 1926:
- przodownik Józef Cywiński (1193)
- starszy strażnik Leon Kuster (1172)
- strażnik Jan Szymański (1356)
- strażnik Feliks Fimiński (1478)
- strażnik Adam Kempa (664)
- strażnik Karol Berliński (Jan Mikołajewski (448)
- strażnik Jan Krawczyk (1141)
- strażnik Jan Wiciak (883)